# Dance Me to the End of Love

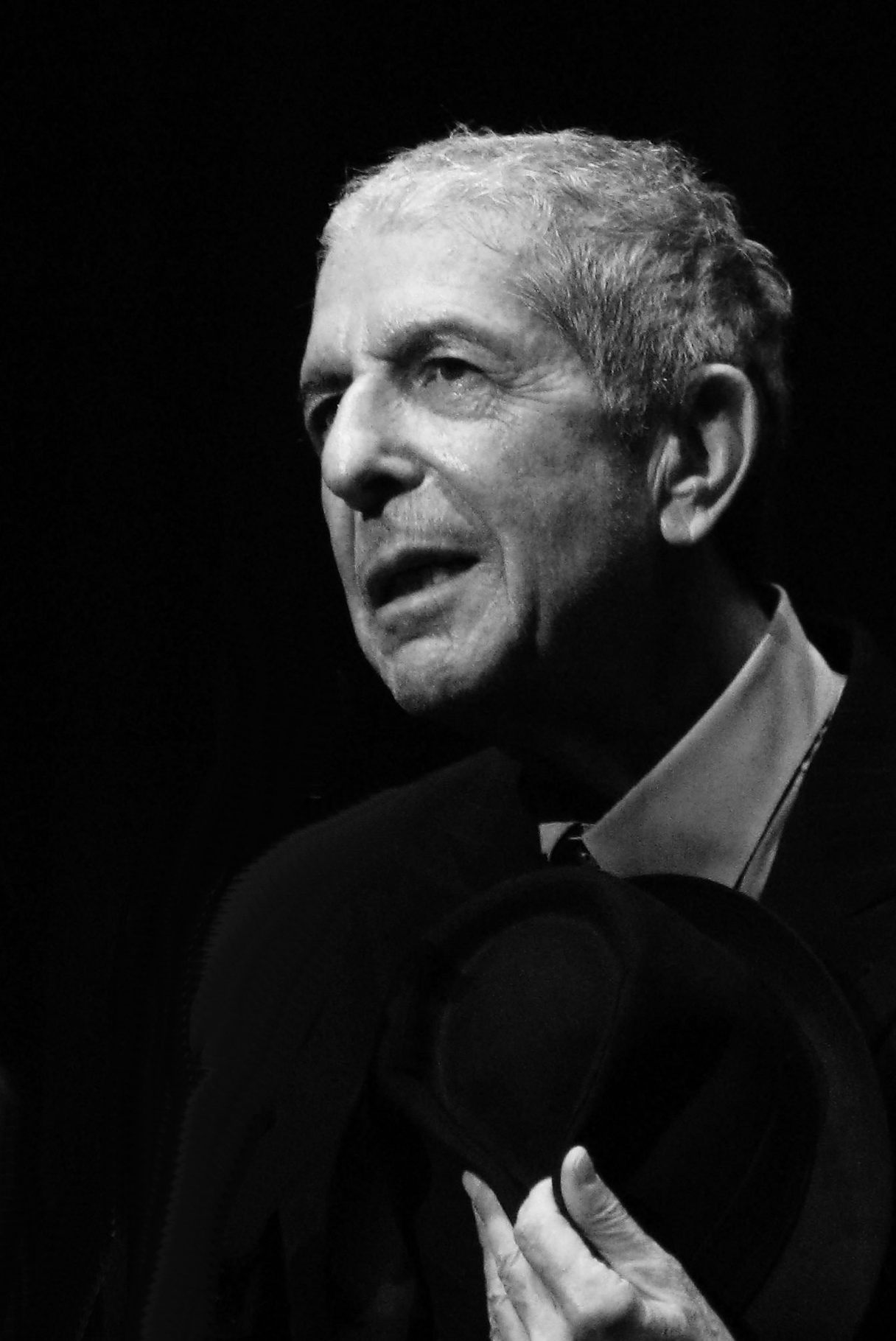
Leonard Cohen

Dance Me to the End of Love este un cântec compus de Leonard Cohen în anul 1984. A apărut pe albumul Various Positions al lui Leonard Cohen. De-a lungul timpului acest cântec a fost interpretat de mai mulți artiști.